# Wanhua
Wanhua (chinesisch 萬華區, Pinyin Wànhúa Qū, W.-G. Wan-hua Chü, Pe̍h-ōe-jī Báng-kah-khu) ist eine alte Siedlung in Taipeh. Das Gebiet ist heute eingemeindet und bildet einen eigenständigen Stadtbezirk.
Neben Wanhua gab es vor Taiwans japanischer Kolonialzeit zwei weitere Siedlungen im Gebiet des heutigen Taipeh: Dalongdong und Dadaocheng.
Ursprünglich trug der Ort im Taiwanischen den Namen Báng-kah (auch Monga; chinesisch 艋舺, Pinyin Měngjiǎ), was Kanu bedeutet (vgl. auch Tagalog und Indonesisch bangka). Kanu, weil die Ureinwohner und Han-Chinesen in Báng-kah auf dem Danshui-Fluss in ihren Kanus Handel trieben. Báng-kah wurde während der japanischen Herrschaft als 萬華 geschrieben, was sich im Japanischen als „Banka“ liest. Diese japanischen Kanji werden im Hochchinesischen wiederum als Wanhua ausgesprochen.
Wanhua ist die älteste Siedlung in Taipeh. Eine in Taiwan gängige Redewendung lautet „Erstens Fu, zweitens Lu, drittens Mengjia“. „Fu“ ist Tainan Fu, die erste Hauptstadt Taiwans; „Lu“ ist Lugang, der große Handelshafen in Mittel-Taiwan; und „Mengjia“ ist ein großer Handelshafen im Norden Taiwans. Aus dieser Redewendung wird ersichtlich, wie reich und wichtig Mengjia einstmals war.
In Wanhua steht der Longshan-Tempel. Der Bezirk ist der Schauplatz des taiwanischen Gangsterfilms Monga – Gangs of Taipeh aus dem Jahr 2010.